# ۱۲۹۴ (میلادی)
۱۲۹۴ (میلادی) هزار و دویست و نود و چهارمین سال تقویم میلادی است.

## درگذشتگان
‎